# Alberto Prebisch

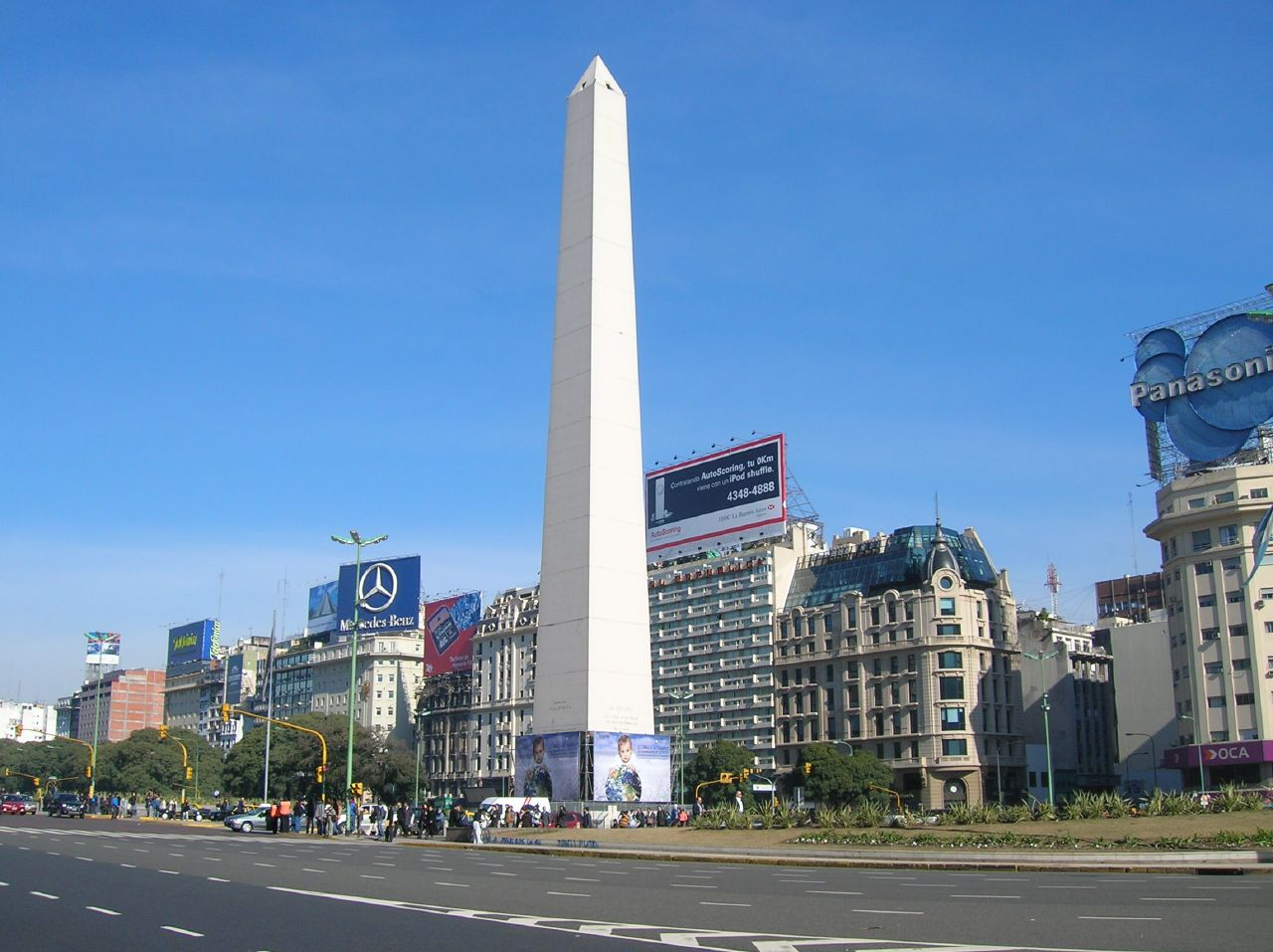
Alberto Prebisch: Obelisco di Buenos Aires

Alberto Prebisch (San Miguel de Tucumán, 1º febbraio 1899 – Buenos Aires, 13 ottobre 1970) è stato un architetto argentino.

## Educazione ed esordi
Prebisch nacque a San Miguel de Tucumán, nel nord dell'Argentina. Studiò alla scuola di architettura dell'Università di Buenos Aires in un periodo nel quale il sistema di insegnamento era fortemente influenzato dai canoni accademici dello stile Beaux Arts francese. Negli ambienti culturali argentini si faceva però strada il desiderio di un linguaggio architettonico nuovo, diretto alla creazione di un autonomo stile nazionale. Nel 1909 Ricardo Rojas aveva pubblicato un libro intitolato Restauración Nacionalista (Restaurazione nazionalista). Altri intellettuali coinvolti in questo movimento di rinnovamento culturale di stampo nazionalista furono José Enrique Rodó, Rubén Darío e José Martí. 
Verso il 1915, alcuni studenti di architettura influenzati da queste idee iniziarono un movimento che si raccolse attorno alla Revista de Arquitectura. Prebisch e il suo collega e poi socio Ernesto Vautier, parteciperanno a studi sul campo, effettuando rilevamenti sugli edifici coloniali sparsi un po' dappertutto nel paese. L'architetto pubblicò successivamente uno studio dedicato alla cattedrale di Córdoba. Prebisch si laureò in architettura a 22 anni, dopo la fine della prima guerra mondiale e sotto l'influenza di questo contrasto fra accademismo e idee autonomiste. Nel 1919 il giovane architetto vinse un premio per il suo progetto di “mausoleo per un grande generale”, nel quale è già possibile osservare un sicuro dominio delle forme accademiche.

## Viaggio in Europa e adesione al razionalismo
Nel 1922, insieme a Vautier, Prebisch viaggiò per tutta l'Europa, allo scopo di consolidare la sua formazione intellettuale e professionale. Influenzato dall'esempio di Le Corbusier e dai suoi incontri con importanti intellettuali quali Miguel de Unamuno e Paul Valéry, Prebisch abbandonò definitivamente le sue posizioni accademiste orientandosi nettamente verso il razionalismo. Il cambiamento diventa evidente al suo ritorno in Argentina, quando, nel 1924, ottiene un premio al Salone di Belle Arti di Buenos Aires per il suo progetto di “Città-zuccherificio nella provincia di Tucumán”. Il progetto mostra evidenti influenze urbanistiche dall'idea di città industriale di Tony Garnier. Da questo momento Prebisch difese a spada tratta le idee moderniste, in polemica con gli accademisti sulle pagine della Revista de Arquitectura, verso la fine degli anni Venti entrò a fare parte attiva della redazione della rivista Martín Fierro. 
Sorprendentemente, nel 1928 egli non fu incluso nel gruppo del CIAM che preferì convocare al suo posto l'architetto Wladimiro Acosta. Ciò nonostante Prebisch sviluppò in Argentina opere molto significative sul piano estetico e formale. Fra gli edifici di questo periodo si ricordano il Padiglione dei tubercolotici all'ospedale di Salta e i Mercati Generali di Tucumán.

## Gli anni Trenta
Nel 1930 Prebisch pose mano alla progettazione della casa per suo fratello, il famoso economista Raúl Prebisch, nel quartiere di Belgrano, uno dei suoi edifici più riusciti. Tra il 1933 e il 1934 viaggiò negli Stati Uniti, dove si confrontò con le teorie organiciste di Frank Lloyd Wright. Tornato a Buenos Aires pubblicò le sue considerazioni con il titolo di Urbanismo en los Estados Unidos de Norteamérica. Il suo prestigio continuava ad accrescersi e, nel 1936, fu chiamato a realizzare l'Obelisco di Buenos Aires, attualmente considerato uno dei simboli della capitale argentina. La costruzione provocò un gran numero di polemiche e di attacchi da parte dei tradizionalisti e rischiò anche di essere demolita qualche anno più tardi.

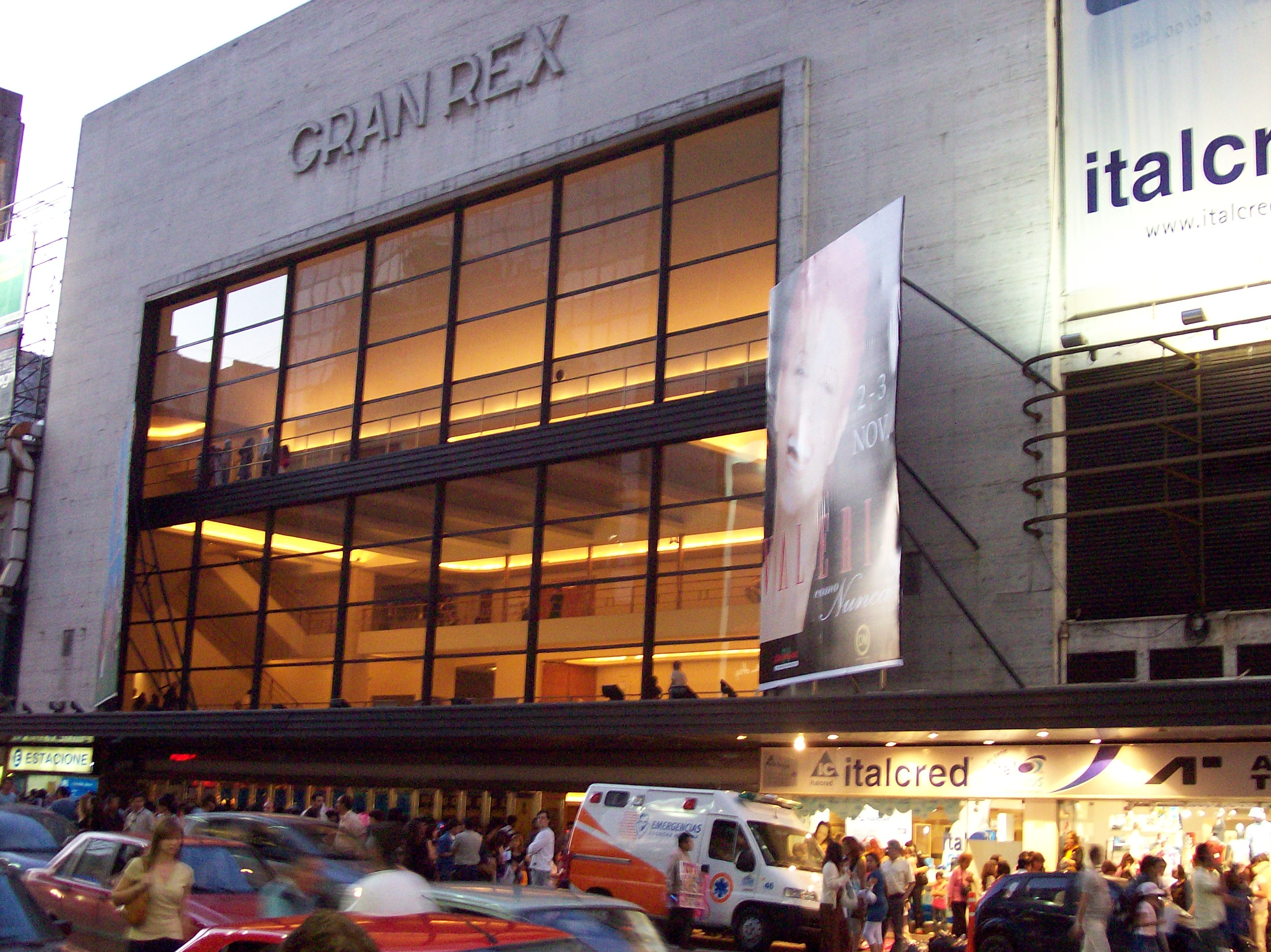
Il teatro Gran Rex

Nello stesso periodo, verso il 1937, Prebisch si impegnava in un'altra delle sue opere più significative, il Teatro Gran Rex, edificato su Avenida Corrientes, una delle strade principali del centro di Buenos Aires. Il successo di questo grande edificio razionalista, ancora considerato un modello di architettura in Argentina, decretò la definitiva affermazione dell'architetto. Negli anni seguenti fu chiamato a costruire un auditorium all'aperto nel quartiere di Palermo e numerosi cinema nella capitale e in altre città argentine.

## Ultimi anni
A partire dalla caduta di Juan Perón, nel 1955, assunse un ruolo sempre più attivo nell'università, diventando decano della facoltà di architettura e cercando di difenderne l'autonomia di insegnamento. Qualche anno più tardi fu nominato Intendente della città di Buenos Aires, carica che ricoprì per poco tempo, tornando ancora una volta all'università. Le dure persecuzioni contro professori e studenti che avvennero fra il 1966 e il 1968 e la fine di ogni autonomia dell'università, lo spinsero a rinunciare all'insegnamento, anche se assunse la carica di direttore dell'Accademia Nazionale di Belle Arti. Morì, poco dopo, nell'ottobre 1970, a Buenos Aires.